# کیت الیوت
کیت الیوت (انگلیسی: Kate Elliott) بازیگر اهل کشور نیوزیلند است.
وی بازیگر فیلم‌هایی همچون ۳۰ روز شب، شکست و زینا: شاهدخت جنگجو بوده است.